# Liste des parcs d'État de l'Illinois
La liste qui suit est une liste des parcs d'État de l'Illinois aux États-Unis d'Amérique par ordre alphabétique.
- Haut – A
- B
- C
- D
- E
- F
- G
- H
- I
- J
- K
- L
- M
- N
- O
- P
- Q
- R
- S
- T
- U
- V
- W
- X
- Y
- Z

## A
- Anderson Lake State Fish & Wildlife Area
- Apple River Canyon State Park
- Argyle Lake State Park

## B
- Baldwin Lake State Fish & Wildlife Area
- Beaver Dam State Park (Illinois)
- Big River State Forest
- Beall Woods State Park
- Buffalo Rock State Park & Effigy Tumuli

## C
- Zone naturelle d'État de Cache River
- Carlyle Lake State Fish and Wildlife Area
- Castle Rock State Park
- Cave-in-Rock State Park
- Chain O'Lakes State Park
- Channahon State Park
- Crawford County State Fish and Wildlife Area
- Clinton Lake State Recreation Area
- Coffeen Lake State Fish and Wildlife Area

## D
- Delabar State Park
- Depue State Fish & Wildlife Area
- Des Plaines Fish and Wildlife Area
- Dixon Springs State Park
- Donnelley State Wildlife Area

## E
- Eagle Creek State Recreation Area
- Edward R. Madigan State Fish and Wildlife Area
- Eldon Hazlet State Recreation Area

## F
- Ferne Clyffe State Park
- Fort Massac State Park
- Fox Ridge State Park
- Frank Holten State Recreation Area
- Franklin Creek State Park
- Fults Hill Prairie State Natural Area

## G
- Giant City State Park
- Golconda Marina State Recreation Area
- Gebhard Woods State Park
- Goose Lake Prairie State Natural Area
- Green River State Wildlife Area

## H
- Hamilton County State Fish and Wildlife Area
- Harry "Babe" Woodyard State Natural Area
- Hazel & Bill Rutherford Wildlife Prairie State Park
- Heidecke Lake State Fish & Wildlife Area
- Hennepin Canal Parkway State Park
- Hidden Springs State Forest
- Horseshoe Lake State Fish and Wildlife Area
- Horseshoe Lake State Park (Madison County)

## I
- Illini State Park
- Illinois Beach State Park
- Illinois Caverns State Natural Area
- Iroquois State Wildlife Area

## J
- James "Pate" Philip State Park (Tri-County)
- Jim Edgar Panther Creek State Fish and Wildlife Area
- Johnson-Sauk Trail State Park
- Jubilee College State Park

## K
- Kankakee River State Park
- Kaskaskia River State Fish & Wildlife Area Kidd Lake State Natural Area
- Kickapoo State Recreation Area
- Kinkaid Lake State Fish and Wildlife Area
- Kishwaukee River State Fish & Wildlife Area

## L
- Lake Le-Aqua-Na State Park
- Lake Murphysboro State Park
- LaSalle Lake State Fish & Wildlife Area
- Lincoln Trail State Park
- Lincoln Trail Homestead State Memorial
- Lowden State Park

## M
- Mackinaw River State Fish and Wildlife Area
- Marshall State Fish & Wildlife Area
- Matthiessen State Park
- Mautino State Fish & Wildlife Area
- Mazonia/Braidwood State Fish & Wildlife Area
- Mermet Lake State Fish and Wildlife Area
- Middle Fork State Fish and Wildlife Area
- Mississippi River State Fish and Wildlife Area
- Moraine Hills State Park
- Moraine View State Recreation Area
- Morrison-Rockwood State Park
- Mississippi Palisades State Park

## N
- Nauvoo State Park
- Newton Lake State Fish and Wildlife Area
- North Point Marina

## P
- Peabody River State Fish and Wildlife Area
- Parc d'État de Pere Marquette
- Piney Creek Ravine State Natural Area
- Prophetstown State Recreation Area
- Pyramid State Recreation Area

## R
- Ramsey Lake State Recreation Area
- Randolph County State Recreation Area
- Ray Norbut State Fish and Wildlife Area
- Red Hills State Park
- Rend Lake State Fish and Wildlife Area
- Rice Lake State Fish and Wildlife Area
- Rock Cut State Park
- Rock Island Trail State Park

## S
- Saline County State Fish & Wildlife Area
- Sam Dale Lake State Fish and Wildlife Area
- Sam Parr State Fish and Wildlife Area
- Sand Ridge State Forest
- Sanganois State Fish & Wildlife Area
- Sangchris Lake State Recreation Area
- Sielbeck Forest Natural Area
- Siloam Springs State Park
- Shabbona Lake State Park
- Shelbyville State Fish and Wildlife Area
- Silver Springs State Fish & Wildlife Area
- Snakeden Hollow State Fish and Wildlife Area
- South Shore State Park
- Spitler Woods State Natural Area
- Spring Lake Fish and Wildlife Area
- Starved Rock State Park
- Stephen A. Forbes State Recreation Area

## T
- Ten Mile Creek State Fish & Wildlife Area
- Trail of Tears State Forest
- Tunnel Hill State Trail
- Turkey Bluffs State Fish and Wildlife Area

## U
- Union County State Fish and Wildlife Area

## V
- Volo Bog State Natural Area

## W
- Walnut Point State Park
- Washington County State Recreation Area
- Wayne Fitzgerrell State Recreation Area
- Weinberg-King State Park
- Weldon Springs State Recreation Area
- White Pines Forest State Park
- William W. Powers State Recreation Area
- William G. Stratton State Park
- Wolf Creek State Park
- Woodford State Fish and Wildlife Area